# أكسيد الحديد الثنائي والثلاثي
أكسيد الحديد الثنائي والثلاثي هو أكسيد مختلط للحديد في حالتي الأكسدة +2 و +3؛ صيغته الكيميائية Fe3O4، والتي هي مجموع للصيغتين FeO · Fe2O3؛ يوجد هذا المركب في الشروط القياسية على هيئة مسحوق أسود؛ ويدخل طبيعياً في تركيب معدن المغنيتيت.

## التحضير
ينتج هذا المركب من التفاعل المباشر بين الحديد والأكسجين عند درجات حرارة مرتفعة:
{\displaystyle \mathrm {3\ Fe+2\ O_{2}\longrightarrow Fe_{3}O_{4}} }
كما ينتج من تفاعل الحديد مع بخار الماء:
{\displaystyle \mathrm {3\ Fe+4\ H_{2}O\longrightarrow Fe_{3}O_{4}+4\ H_{2}} }
أو من التفكك الحراري لمركب أكسيد الحديد الثلاثي عند درجات حرارة تتجاوز 1200 °س؛ أو بالاحتزال بالهيدروجين:
{\displaystyle \mathrm {3\ Fe_{2}O_{3}+H_{2}\longrightarrow 2\ Fe_{3}O_{4}+H_{2}O} }

## الخواص
يوجد المركب في الشروط القياسية على هيئة مسحوق أسود، وهو غير منحل في الماء؛ ويتميز بأنه ذو مغناطيسية حديدية، وله بنية الإسبينيل.

## الاستخدامات
يستخدم هذا المركب في مجال صناعة الخضب وكذلك يستخدم على هيئة عامل حفاز في عملية عملية هابر-بوش لتحضير الأمونيا.